# Meister des Pähler Altars

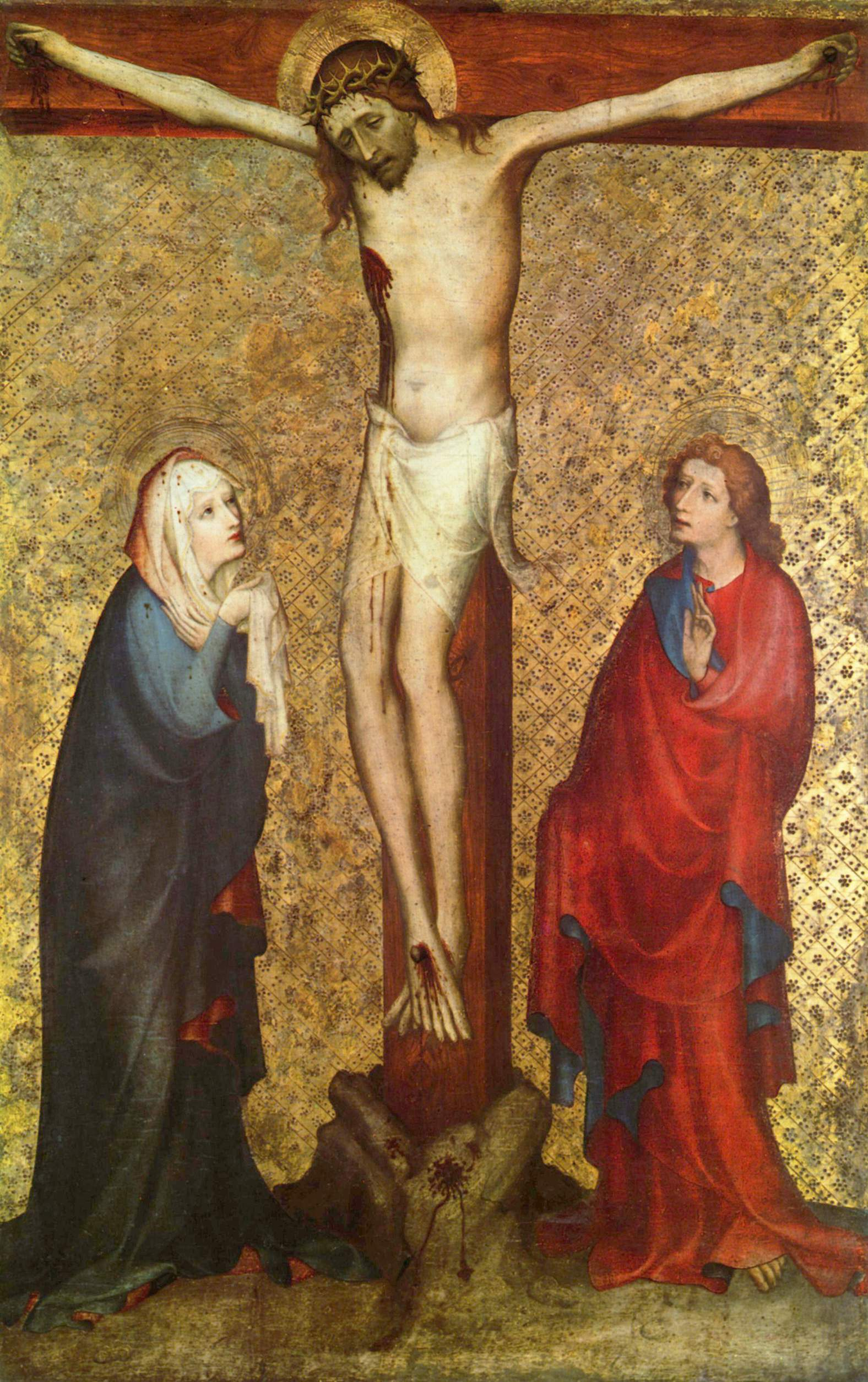
Meister des Pähler Altars: Kreuzigung Christi, um 1410

Als Meister des Pähler Altars wird der gotische Maler mit seinem Notnamen bezeichnet, der im ausgehenden 14. Jahrhundert einen Flügelaltar für das Hochschloss Pähl malte. Dieser dreiteilige Hausaltar (Triptychon) ist heute im Bayerischen Nationalmuseum.
Der Meister des Pähler Altars zeigt eine durch Böhmische Meister wie z. B. den Meister des Wittingauer Altars beeinflusste Malweise.